# Litman Nadler
Pour les articles homonymes, voir Nadler.
Litman Nadler (Docteur Madeleine), né le 29 juillet 1911 à Botoșani, Roumanie et mort fusillé le 1er août 1944 par les Allemands au camp de Souge en Gironde, est un étudiant et résistant juif français, membre du Mouvement de Libération nationale.

## Biographie
Litman Nadler est né le 29 juillet 1911 à Botoșani, Roumanie,,. Il est le fils de David Nadler, commerçant, et de Rachel Gălătanu.

### Études
Litman Nadler vient étudier la médecine à Toulouse (Haute-Garonne) de 1935 à 1941. 

### Résistance
Il participe au Mouvement de libération nationale en lien avec le réseau de la Faculté de médecine de Toulouse.

#### Arrestation et exécution
Il est arrêté en juin 1944 à Toulouse et emprisonné à la prison Saint-Michel.
Le 2 juillet, Litman Nadler est enfermé avec sept cent deux résistants, dont soixante deux femmes, dans les wagons bétaillers du convoi dit « train fantôme ». Le lendemain, le train, à destination de Dachau, se dirige vers Bordeaux, la ligne vers Lyon ayant été détruite. Pris pour un convoi militaire, il est bombardé par l'aviation britannique en gare de Parcoul-Médillac, près d'Angoulême. La locomotive détruite, il y reste stationné cinq jours. Le train revient à Bordeaux le 9 juillet. Les prisonniers restent plus de soixante heures en gare Saint-Jean, enfermés près du dépôt des locomotives dans les wagons bétaillers mais ravitaillés par le Secours national.
Dans la nuit du 12 au 13, ils sont, au bout d'une grande demi-heure de marche en rangs, entassés dans la synagogue de la ville transformée par les autorités allemandes en annexe insalubre de la prison du Hâ. La Fête nationale y est hardiment célébrée par une harangue du militant SFIO Noël Peyrevidal juché sur la tébah puis une Marseillaise suivie d'un chahut. Le 29 juillet, dix prisonniers, Noël Peyrevidal, l'inspecteur Robert Borios, Litman Nadler, Pierre Fournera, le réfugié espagnol José Figueras Almeda, André Guillaumot, Marcel Jean-Louis, Emilio Perin, Joseph Uchsera et Albert Lautman, en sont extraits et conduits au fort du Hâ. Ils y rejoignent un groupe de trente six autres détenus, des maquisards qui ont été sélectionnés sur dossier par le Kommando IV de la Sicherheitspolizei de Bordeaux, KDS, que dirige le lieutenant S.S. Friedrich-Wilhem Dohse. Ils reçoivent chacun un carton « Zum Tode verurteilt ».
Le 31 juillet après midi, les condamnés sont emmenés au camp de Souge, qui se trouve à vingt cinq kilomètres à l'ouest du centre de Bordeaux, sur le territoire de la commune de Martignas-sur-Jalle, pour y être fusillés le soir même avec deux autres prisonniers. L'officier de garde français refuse de former le peloton d'exécution au prétexte que l'autorité dont émane l'ordre n'est pas mentionnée sur celui-ci. Le lendemain 1er août, le chef du convoi, l'Oberleutnant de la Wehrmacht Baumgartner, ne réussit pas à rassembler les gendarmes mobiles et ce sont des sous-officiers de la Feldgendarmerie qu'il commande pour procéder à ce qui est, aux termes du chapitre II de la Convention de La Haye relatif aux prisonniers de guerre, un crime de guerre. Les condamnés, conduits à un des deux sites d'exécution, sont attachés chacun à son tour à un des dix poteaux. Les corps sont jetés dans des fosses déjà prêtes. Vingt-sept jours plus tard, Bordeaux est libérée.

#### Inhumation
En octobre 1944, après la Libération, le chef régional du Mouvement de libération nationale déclare Litman Nadler comme membre de son groupe. Son corps est rapatrié à Toulouse, et inhumé au cimetière de Terre-Cabade après une cérémonie place du Capitole avec d'autres résistants toulousains.
En octobre 2021, la sépulture de Litman Nadler arrive à échéance. Le Conseil de Toulouse Métropole décide de lui attribuer gratuitement une concession à perpétuité au cimetière Terre-Cabade. « Cette concession gratuite est le symbole de notre reconnaissance. Parce qu’un peuple qui oublie son passé se condamne à le revivre, nous nous souvenons ! » déclare Jean-Luc Moudenc, président de Toulouse Métropole. La tombe de Litman Nadler avait pu être identifiée grâce au travail de l'association Le Souvenir Français qui répertorie les tombes des héros morts pour la France.

## Honneurs
- Reconnu « Mort pour la France » en 2018[1]
- Médaille de la Résistance française à titre posthume en octobre 2020[1].
- Croix du combattant volontaire de la Résistance à titre posthume  en 2019[1]

## Famille
Monique Clastres (née le 17 janvier 1939 et morte le 21 novembre 2022), la fille naturelle de Litman Nadler
se bat pendant longtemps pour que son père soit reconnu.